# Louis J. Gasnier
Louis Joseph Gasnier (* 15. September 1875 in Paris, Frankreich; † 15. Februar 1963 in Hollywood, Kalifornien, Vereinigte Staaten) war ein französischer Filmregisseur, ein Veteran der heimischen und US-amerikanischen Kinematographie.

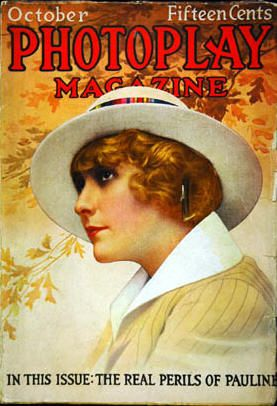
Photoplay-Cover mit Pearl White und der Ankündigung von Gasniers berühm-testem Film „The Perils of Pauline“

## Leben und Wirken
Gasnier stand seit den ausgehenden 1890er Jahren als Schauspieler auf Pariser Bühnen und konnte wenig später auch Theaterregie führen. Frühestens 1899 (laut Gasnier), spätestens aber 1905 verpflichtete ihn die Produktionsfirma Pathé als Regisseur für kurze Filme. In dieser Funktion zeichnete Louis Gasnier unter anderem für mehrere Frühwerke mit dem ersten Kinostar des Landes, Max Linder, verantwortlich und begründete damit Linders außergewöhnliche Karriere als erster Stummfilmkomiker der internationalen Kinogeschichte. Laut Georges Sadoul soll der Vielarbeiter Gasnier allein in den Jahren 1909 bis 1912 zwischen 100 und 200 Filme inszeniert haben. 1912 übersiedelte Gasnier in die USA und machte sich dort bald einen Namen als Regisseur von Actionfilmserien im klassischen Cliffhanger-Stil. Vor allem die Abenteuerreihe „The Perils of Pauline“, ein Klassiker des Cliffhanger-Kinos, erfreute sich beim US-Publikum größter Beliebtheit.
Nach Ende des Ersten Weltkriegs, einhergehend mit dem Niedergang des Genres der Filmserie, begann Louis Gasnier abendfüllende Unterhaltungsfilme – Komödien, Romanzen, Dramen und Abenteuergeschichten – zu drehen, die jedoch nicht über das Mittelmaß der gängigen Massenzerstreuung hinauskamen. 1936 machte er sich einen Namen mit dem sensationslüsternen C-Streifen Reefer Madness, mit dem vor dem Gebrauch von Cannabis gewarnt werden sollte. Gasnier, „ein Routinier ohne jedweden künstlerischen Anspruch“, drehte seit Beginn der Tonfilm-Ära nur noch drittklassige Filmchen (Ausnahme: „Topaze“ mit Louis Jouvet). Mehrfach realisierte er auch Auftragsproduktionen in Spanien und Frankreich bzw. Versionenfilme. Als er 1963 starb – er wurde tot auf einer Parkbank am Hollywood Boulevard liegend aufgefunden –, war er völlig verarmt und selbst in Filmkreisen längst vergessen.

## Filmografie
als Regisseur, wenn nicht anders angegeben
- 1905: La première sortie d’un collégien
- 1906: Le pendu
- 1907: La mort d’un toréador
- 1907: Débuts d’un patineur
- 1908: Le cheval emballé
- 1908: Tirez, s’il vous plaît
- 1910: Le travère
- 1910: La fille d’Arizona
- 1910: Max fait du ski
- 1911: Hernani
- 1914: The Perils of Pauline (Serie)
- 1914: Detective Swift (Co-Regie)
- 1914: The Stolen Birthright
- 1915: The Exploits of Elaine (Serie)
- 1916: Annabel’s Romance
- 1916: Hazel Kirke
- 1917: The Mystery of Double Cross (Serie)
- 1918: The Seven Pearls (Serie)
- 1918: Hands Up! (Serie)
- 1919: The Tiger’s Trail (Serie)
- 1919: The Beloved Cheater
- 1920: The Corsican Brothers
- 1920: The Butterfly Man
- 1920: Kismet
- 1921: Good Women
- 1921: Silent Years
- 1922: The Call of Home
- 1922: Thorns and Orange Blossoms
- 1922: The Hero
- 1923: Daughters of the Rich
- 1923: Maytime
- 1923: Poisoned Paradise
- 1924: Wine
- 1924: White Man
- 1924: The Triflers
- 1925: Lu, das Pariser Apachenmädel (Parisian Love)
- 1925: Faint Perfume
- 1925: Pleasures of the Rich
- 1926: Sin Cargo
- 1926: That Model From Paris
- 1926: Herzblut einer Mutter (Lost at Sea)
- 1927: The Beauty Shoppers
- 1928: Streets of Shanghai
- 1928: Fashion Madness
- 1929: Darkened Rooms
- 1929: Slightly Scarlet (Co-Regie)
- 1930: The Virtuous Sin (Co-Regie)
- 1930: Das Geheimnis des Ingenieurs Nelson (Shadow of the Law)
- 1931: The Lawyer’s Secret (Co-Regie)
- 1931: Silence (Co-Regie)
- 1932: The Strange Case of Clara Deane (Co-Regie)
- 1932: Forgotten Commandments (Co-Regie)
- 1932: Gambling Ship (Co-Regie)
- 1932: Topaze
- 1933: Esperame
- 1933: Melodia de Arrabal
- 1933: Iris perdue et retrouvée
- 1934: Fedora
- 1934: Cuesta abajo
- 1934: El Tango en Broadway
- 1935: Das letzte Fort (The Last Outpost)
- 1936: Reefer Madness
- 1937: The Gold Racket
- 1937: Bank Alarm
- 1938: Sunset Murder Case
- 1939: Juan Soldado
- 1939: La immaculada
- 1940: Murder on the Yukon
- 1940: Stolen Paradise